# Кіш (острів)
Кіш (перс. کیش) — невеликий острів у Перській затоці, на півдні Ірану. Входить до складу остана Хормозган. Є головним пляжним курортом Ірану, та одним з найпопулярніших місць відпочинку у Перській затоці. Вся територія острова має статус вільної економічної зони.

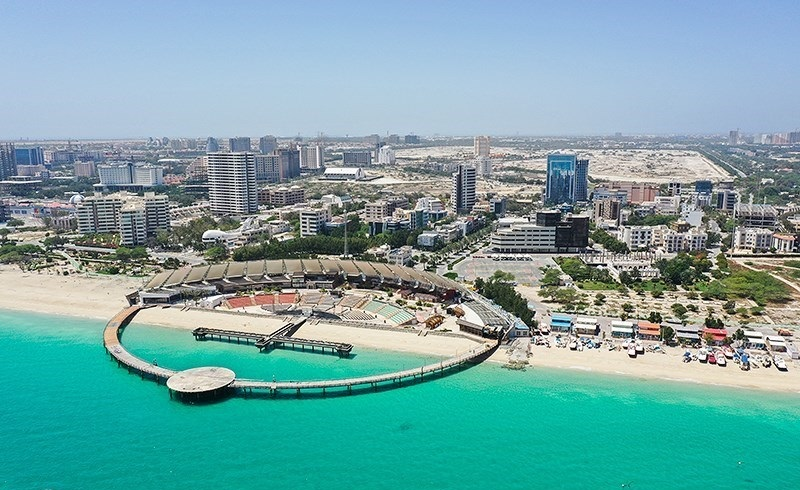

В 2010 році американське видання The New York Times опублікував список десяти найкрасивіших та наймальовничіших островів світу, до якого був включений острів Кіш. Острів Кіш знаходиться в пятірці найпопулярніших та найвідоміших місць відпочинку південної частини Близького Сходу, поряд з містами відпочинку ОАЕ та єгипетським містом-курортом Шарм-еш-Шейх.

## Розташування та географія
Острів Кіш повністю оточений водами Перської затоки. Площа острова складає 91,5 км². 

## Туризм
Економіка острова повністю орієнтована на туризм: готелі, торгові центри, вільна економічна зона для залучення зарубіжних гостей (здебільшого з ОАЕ). Курорт мусульманської країни має свою специфіку: у готелів немає власних пляжів, є чоловічий пляж в курортному районі та закритий жіночий пляж в стороні від зони готелів.

## Визначні місця
- Грецький корабель, що сів на мілководді майже 50 років тому.
- Зоопарк та дельфінарій.
- Мечеть.

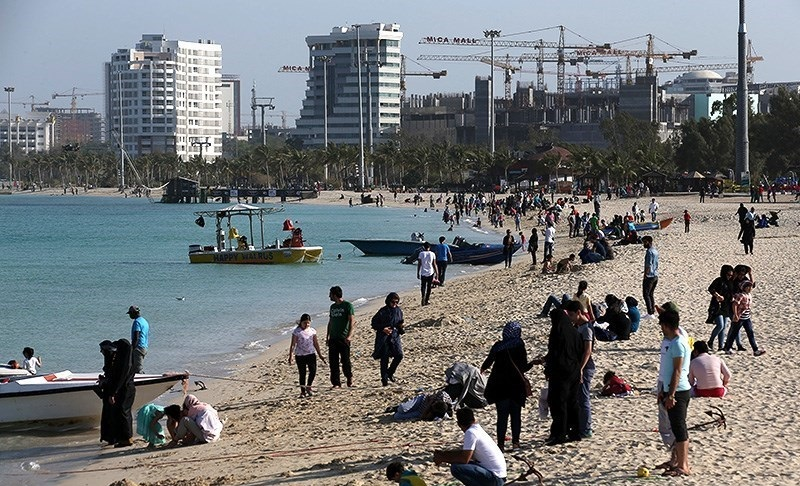
Готелі
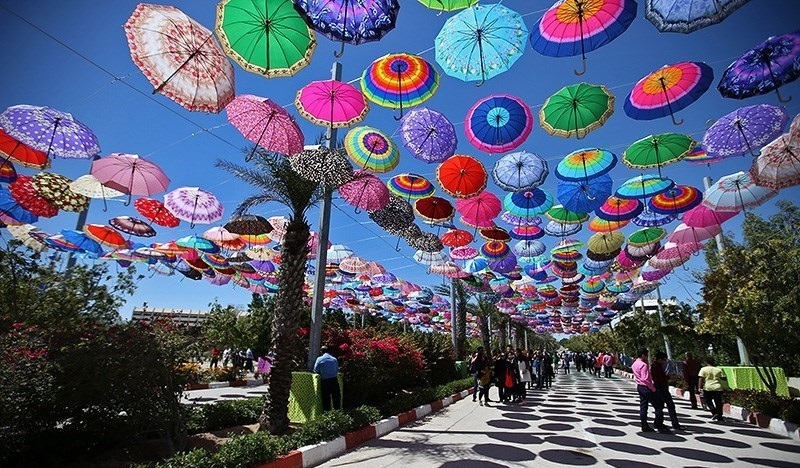
Зонтики
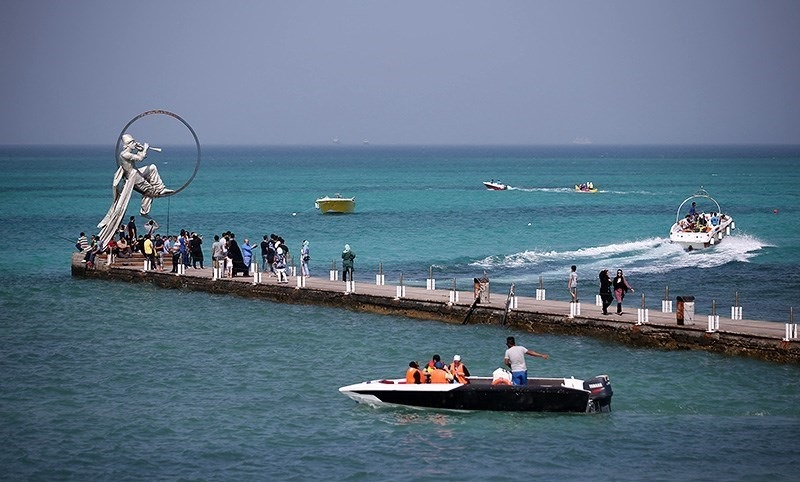
Катери